# Roezjintsi
Roezjintsi (Bulgaars: Ружинци) is een dorp in de  Bulgaarse  oblast Vidin. Het dorp Roezjintsi is het administratieve centrum  van de gelijknamige gemeente Roezjintsi. Op 31 december 2018 telde het dorp 759 inwoners, terwijl de gemeente Roezjintsi, inclusief negen andere dorpen, zo'n 3.608 inwoners had. Het dorp ligt op 43 km afstand van  Montana en 57 km van  Vidin. Net als elders in Noordwest-Bulgarije neemt de bevolking ook in Roezjintsi in een razendsnel tempo af.

## Geschiedenis
Op 15 juli 1944 werd het dorp gebombardeerd door de Anglo-Amerikaanse luchtvaart.
In 1955 fuseerde het naburige dorp Beloptitsjene met het dorp Roezjintsi.

## Bevolking
Op 31 december 2020 telde het dorp Roezjintsi 761 inwoners en de gemeente Roezjintsi zo'n 3.454 inwoners. De regio kampt al sinds de tweede helft van de 20ste eeuw met een extreme ontvolking. In 2011 woonden er bijvoorbeeld nog 2.458 personen in het dorp Roezjintsi en 14.131 personen in de gemeente Roezjintsi.
| Jaar                | 1934   | 1946   | 1956   | 1965   | 1975  | 1985  | 1992  | 2001  | 2011  | 2020  |
| dorp Roezjintsi     | 1.837  | 2.042  | 2.458  | 2.185  | 1.777 | 1.428 | 1.337 | 1.166 | 883   | 761   |
| gemeente Roezjintsi | 13.649 | 14.623 | 14.131 | 11.785 | 9.722 | 7.755 | 7.138 | 6.061 | 4.374 | 3.454 |

### Religie
De laatste volkstelling werd uitgevoerd in februari 2011 en was optioneel. Van de 4.374 inwoners reageerden er 4.225 op de volkstelling. Van deze 4.225 respondenten waren er 3.498 lid van de Bulgaars-Orthodoxe Kerk, oftewel 82,8% van de bevolking. De rest van de bevolking had een andere geloofsovertuiging of was niet religieus. 
| Religieuze samenstelling in februari 2011 | Religieuze samenstelling in februari 2011 | Religieuze samenstelling in februari 2011 | Religieuze samenstelling in februari 2011 | Religieuze samenstelling in februari 2011 |
| ----------------------------------------- | ----------------------------------------- | ----------------------------------------- | ----------------------------------------- | ----------------------------------------- |
|                                           |                                           |                                           |                                           |                                           |
| Bulgaars-Orthodoxe Kerk                   | Bulgaars-Orthodoxe Kerk                   |                                           | 82,79%                                    | 82,79%                                    |
| Katholieke Kerk                           | Katholieke Kerk                           |                                           | 0,44%                                     | 0,44%                                     |
| Protestantisme                            | Protestantisme                            |                                           | 0,56%                                     | 0,56%                                     |
| Islam                                     | Islam                                     |                                           | 0,09%                                     | 0,09%                                     |
| Geen                                      | Geen                                      |                                           | 9,54%                                     | 9,54%                                     |
| Anders/ Onbekend                          | Anders/ Onbekend                          |                                           | 6,60%                                     | 6,60%                                     |

## Kernen
De gemeente Roezjintsi bestaat uit de onderstaande tien nederzettingen:
| - Belo Pole - Tsjerno Pole - Dinkovo - Drazjintsi - Drenovets | - Gjoergitsj - Plesjivets - Roglets - Roezjintsi - Topolovets |